# Augustin Zhao Rong
Augustin Zhao Rong, aussi connu sous le nom d'Augustin Tchao (nom en chinois traditionnel : 趙榮思定), né en 1746 dans la province de Guizhou en Chine et mort en prison le 27 janvier 1815 à Chengdu, est un soldat chinois, converti au catholicisme. Il devient prêtre catholique et meurt sous les mauvais traitements reçus. 
Reconnu martyr par l'Église catholique, il est canonisé par Jean-Paul II le 1er octobre 2000 et liturgiquement commémoré le 9 juillet. Comme il est le premier prêtre chinois mort pour la foi, le groupe des 120 martyrs de Chine est officiellement appelé « Augustin Zhao Rong et ses 119 compagnons ».

## Biographie
Issu d'une famille de tradition confucéenne, Zhao Rong naît en 1746 dans le comté (ou xian) autonome Wuchuan Gelao et Miao de la province de Guizhou.
Il s'engage à 20 ans dans l'armée impériale chinoise. Quelques années plus tard, pendant les persécutions gouvernementales contre les chrétiens, il est chargé de garder les prisonniers. Il écoute alors les prêtres qui continuent à annoncer l'Évangile alors même qu'ils sont détenus. Il s'attache surtout à un prêtre des Missions étrangères de Paris, le Père Gabriel-Taurin Dufresse, qu'il doit escorter jusqu'à Pékin. Il se convertit en l'écoutant et en observant sa manière de vivre et sa foi. Le soldat Zhao Rong débute alors un catéchuménat auprès de ce prêtre, qui le baptise à sa sortie de prison, sous le prénom d'Augustin. Il a trente ans. 
Le nouveau baptisé, ou néophyte, continue son cheminement et veut devenir prêtre à son tour. Il aide les ecclésiastiques en s'occupant des baptêmes d'enfants mourants à cause de la famine. Augustin Zhao Rong poursuit une formation de séminariste sur le terrain, accompagné par un prêtre. Il reçoit l'ordination sacerdotale à trente-cinq ans des mains du vicaire apostolique du Sichuan, François Pottier.
Ses prédications, notamment sur la Passion de Jésus, impressionnent. Il suscite de nombreuses conversions. Il est alors envoyé dans le Yunnan voisin pour y évangéliser la population. Lors d'une nouvelle persécution, il est découvert comme prêtre chrétien,.
Emprisonné, raillé par les magistrats, il refuse de renier sa foi. Il est alors torturé, roué de coup, et meurt en prison quelques jours plus tard, le 27 janvier 1815,.

## Canonisation
Reconnu martyr par l'Église catholique, il est béatifié par le pape Léon XIII le 27 mai 1900. Il est ensuite canonisé un siècle plus tard par Jean-Paul II le 1er octobre 2000,, en tête du groupe des 120 martyrs de Chine, officiellement appelé « Augustin Zhao Rong et ses 119 compagnons », parce qu'il est le premier prêtre chinois martyrisé. Dans le calendrier de l'Église universelle il est commémoré le 9 juillet. Localement il peut être fêté le 21 mars ou encore le 28 septembre.